# Дитсоботла
Дитсоботла (Ditsobotla) — местный муниципалитет в районе Нгака Модири Молема Северо-Западной провинции (ЮАР). Административный центр — Лихтенбург.

## Политика
Муниципальный совет состоит из сорока членов, избираемых по смешанной избирательной системе. Двадцать членов совета избираются голосованием в двадцати округах, а остальные двадцать выбираются из партийных списков, так что общее количество представителей партии пропорционально количеству полученных голосов. На выборах 3 августа 2016 года Африканский национальный конгресс (АНК) получил большинство в двадцать пять мест в совете.